# Arne Treholt
Arne Treholt, född 13 december 1942 i Brandbu i Grans kommun, död 12 februari 2023 i Moskva, var en norsk journalist, ämbetsman och politiker för det Norske Arbeiderpartiet. År 1984 greps Treholt på Oslos dåvarande huvudflygplats, Fornebu, misstänkt för spioneri. Han dömdes 1985 till 20 års fängelse för landsförräderi, samt för att ha spionerat för Sovjetunionens och Iraks räkning. Treholt frigavs 1993.
Arne Treholt var 1977–1985 gift med programledaren Kari Storækre.

## Biografi

### Familjebakgrund
Fadern, Thorstein Treholt (1911–1993), kom från Skoger i Buskerud, men var verksam i Oppland fylke. Thorstein Treholt var bonde och politiker. Han representerade under 1950- och 60-talen Arbeiderpartiet på lokal och nationell nivå, och var ledamot av Stortinget 1958–1977. Under Trygve Brattelis regering 1971–1972 var Thorstein Treholt jordbruksminister. Han blev sedermera fylkesmann, att jämföra med landshövding, i Oppland fylke.

### Yrkesliv
Arne Treholt delade faderns politiska uppfattning och arbetade från 1966 antingen inom Arbeiderpartiet eller i dess närhet. Han började 1966 som journalist på tidningen Arbeiderbladet. År 1972 kom Treholt som statssekreterare till havsrättsminister Jens Evensens kontor.  Bland annat låg det på Evensens bord, att förhandla med Sovjetunionen om det så kallade Gråzonavtalet. Frågan gällde var havsgränsen i Barents hav mellan Norge och Sovjetunionen skulle gå. En fråga som har rests är om Evensen - möjligen under inflytande av Arne Treholt - gav efter för de sovjetiska anspråken. Åtminstone den borgerliga oppositionen ansåg, att Evensen vida överträdde sina befogenheter som minister, när han inte med större eftertryck försvarade Norges intressen och anspråk i förhandlingarna. 
Mellan åren 1979 och 1982 ingick Treholt i Norges FN-delegation i New York. Han flyttade därefter tillbaka till Oslo för att studera vid försvarshögskolan under ett år. En egendomlighet var, att den norska regeringen under statsminister Kåre Willoch godkände, att Treholt skrevs in vid försvarshögskolan, trots att flera ministrar redan då skall ha känt till att Treholt var misstänkt för spioneri. Därefter fick Treholt en tjänst vid det norska utrikesdepartementet.

### Treholt-affären och tiden i fängelse
Den 20 januari 1984 greps Treholt på Fornebu flygplats och anhölls misstänkt för spioneri. Ansvarigt polisbefäl vid gripandet var Ørnulf Tofte. När Treholt greps var han på väg att resa till Wien för att sammanträffa med KGB-generalen Gennadij Titov. Denne hade tjänstgjort i Norge 1971–1977 och blev utvisad från Norge den 28 januari 1977.
Arne Treholt dömdes för att ha utlämnat både militära och politiska hemliga uppgifter till KGB, den sovjetiska underrättelsetjänsten. Rätten fastslog att Treholt hade bedrivit spioneri för sovjetisk räkning mellan 1974 och 1983, samt spioneri för Irak under åren 1981–1983. För detta dömdes han till fängelse i 20 år.
Större delen av fängelsetiden avtjänade Treholt på Ila landsfengsel. Treholt utgav boken Ensam (Alene) på förlaget Cappelen 1985. År 1986 flyttades Treholt temporärt till Ullersmo landsfengsel efter att direktören vid Ila fängelse blev bekant med Treholts flyktförberedelser – det ryktades om en nära förestående flykt till Afrika.
Treholt benådades och blev villkorligt frigiven efter den norska regeringens beslut 3 juli 1992.

### Livet efter frigivningen
Arne Treholt lämnade Norge kort efter frigivningen. Han var därefter verksam som affärsman med tyngdpunkten på aktiehandel genom den Moskvabaserade rörelsen Russian Investment Management. 1998 flyttade Treholt verksamheten till Cypern. 2014 uppgav han för Aftenposten att han bodde i Moskva.
Den 15 december 2008 avvisade den norska Gjenopptakelseskommisjonen Treholts tredje begäran om att få fallet prövat i en ny rättegång. September 2010 beslutade kommisjonen att ärendet skulle utredas på nytt då uppgifter framkommit om fabricerade bevis i rättegången mot Treholt.
Treholt gästade programmet Skavlan den 23 september 2010, där han för första gången talade ut om sin situation. Treholt hävdade där att han inte varit felfri i utövandet av de offentliga uppdrag som han innehaft i Norge. Treholt sade sig dock inte ha deltagit i spioneri eller några andra olagligheter.
Arne Treholt dog 12 februari 2023 i sitt hem i Rysslands huvudstad Moskva, 80 år gammal, efter en kort tids sjukdom.